# (21361) Carsonmark
(21361) Carsonmark est un astéroïde de la ceinture principale.

## Description
(21361) Carsonmark est un astéroïde de la ceinture principale. Il fut découvert le 28 avril 1997 à Kitt Peak par le projet Spacewatch. Il présente une orbite caractérisée par un demi-grand axe de 2,46 UA, une excentricité de 0,09 et une inclinaison de 5,9° par rapport à l'écliptique.